# Прапор Володимирця
Прапор Володи́мирця — офіційний символ м. Володимирець. Затверджений 4 липня 2003 року сесією Володимирецької селищної ради.

## Опис
Квадратне жовте полотнище, від древка до середини вільного краю йде синій клин, на якому білий півмісяць ріжками вниз, у нього встромлено зверху два жовті мечі, вгорі жовтий дзвін, внизу — жовта 6-променева зірка.

## Зміст
У цих символах підкреслюється роль князів Четвертинських у розвитку Володимирця (півмісяць з мечами та зірка є елементами родового герба Четвертинських), відображається його значення як укріпленого поселення та вказується на характерний місцевий промисел (дзвін є символом пильності і оборони від ворогів, а також означає давнє ливарне ремесло).

## Автори
Автори — А. Гречило та Ю. П. Терлецький.